# Chrysaperda circumcincta
Chrysaperda circumcincta là một loài bọ cánh cứng trong họ Cerambycidae.